# 愛知大学短期大学部
愛知大学短期大学部（あいちだいがくたんきだいがくぶ、英語: Aichi University Junior College）は、愛知県豊橋市町畑町1-1に本部を置く日本の私立大学。1901年創立、1950年大学設置。大学の略称は愛短。

## 概観

### 大学全体
愛知大学短期大学部は、愛知大学に併設されている日本の私立短期大学として、短大制度が発足した1950年に設置された。現在、1学科体制となっている。元々は、男女共学の第2部（法経科、文科）が設けられていたが、それぞれ廃止され、女子短大へと移行している。

### 教育および研究
愛知大学短期大学部に設置されている学科は、ライフデザイン総合学科のみの単科短大であるが、旧来あった複数の学科を統合している関係上、多彩な科目がある。海外研修制度としてハワイ大学短期研修が実施されている。

### 学風および特色
愛知大学短期大学部は愛知大学豊橋校舎と同じキャンパスにある関係上、両者同士の交流が盛んである。短大卒業後、愛知大学へ編入学する学生も存在する。

## 沿革
- 1950年 - 愛知大学短期大学部法経科第2部・文科第2部を設置。
- 1959年 - 文科第2部を廃止し、文科第1部を設置。
- 1961年 - 生活科を設置。
- 1979年 - 法経科第2部を廃止。
- 1988年 - 留学生別科、別科英語専修、別科生活環境専修を開設。
- 2000年 - 短期大学部文科第1部および生活科を、言語文化学科・現代生活学科に名称変更。
- 2002年 - 留学生別科を廃止。
- 2005年 - 言語文化学科、現代生活学科を改組、ライフデザイン総合学科設置。
- 2007年 - 言語文化学科、現代生活学科を廃止。

## 基礎データ

### 所在地
- 愛知県豊橋市町畑町1-1
  - 交通アクセス：豊橋鉄道渥美線・愛知大学前駅下車

## 教育および研究

### 組織

#### 学科
- ライフデザイン総合学科

##### 過去にあった学科
- 法経科第2部（1979年6月5日廃止）
- 文科
  - 第1部→言語文化学科（2007年廃止）：「日本語日本文学」・「英語コミュニケーション」の各コースが設置されていた。
  - 第2部（1959年廃止）
- 生活科→現代生活学科（2007年廃止）：「ウェルネス」・「人間社会」の各コースが設置されていた。

#### 専攻科
- なし

#### 別科
- かつて留学生別科、英語専修、生活環境専修が存在した。

##### 取得資格について
- 講座などにより取得可能な資格
  - 実用英語技能検定
  - TOEIC・TOEFL
  - 日本漢字能力検定
  - 話しことば検定
  - 日商ビジネス英語検定
  - Microsoft Office Specialist
  - 日本語教育能力検定
  - 簿記検定
  - 日商PC検定
  - 秘書技能検定
  - 食生活アドバイザー検定　　　　など
- また、特別過程の履修により図書館司書資格を取得することもできる。
- 過去には教職課程として中学校教諭二種免許状があった[1]。
  - 国語：旧・言語文化学科日本語日本文学コース[1]
  - 英語：旧・言語文化学科英語コミュニケーションコース[1]
  - 家庭：旧・現代生活学科[1]
  - 社会・職業：法経科第2部[2]
- 当初は中学校教諭ほか高等学校教諭免許状の教職課程を併設[2]。
  - 国語・英語：旧・文科第2部[2]
  - 社会・商業：法経科第2部[2]

## 学生生活

### 部活動・クラブ活動・サークル活動
- 体育系：弓道・卓球・テニス・バレーボール・ラクロス・ハンドボールほか
- 文化系：軽音楽・美術・吹奏楽・舞踊・フォークソング・情報処理・邦楽ほか。

### 学園祭
- 愛知大学短期大学部の学園祭は「愛大祭」と呼ばれ、愛知大学と合同で行われているのが特徴である。